# Ostrava (huyện)
Huyện Ostrava (tiếng Séc: Okres Ostrava) là một huyện (okres) nằm trong vùng Moravia–Silesia của Cộng hòa Séc. Huyện Ostrava có diện tích 214 km2, dân số năm 2002 là 314102 người. Thủ phủ huyện đóng ở Ostrava. Huyện này có 13 khu tự quản.

## Các khu tự quản
Huyện Ostrava có 13 khu tự quản sau: